# География на Малави
Малави е държава разположена в североизточната част на Южна Африка (в някои източници страната се присъединява към Източна Африка), без излаз на море. На запад Малави граничи със Замбия (дължина на границата – 710 km), на север – с танзания (530 km), а на изток, юг и югозапад – с Мозамбик (1569 km). Общата дължина на сухоземните граници (в т.ч. речни и езерни) е 2809 km. Дължината на страната от север на юг е 900 km, а ширината до 200 km. В тези си граници Малави заема площ от 18 484 km², от които 24 400 km² (20,59%) са езерни и речни води. Населението към 1.1.2020 г. възлиза на 19 100 000 души. Столица е град Лилонгве.
Територията на Малави се простира между 9°22′ и 17°08′ ю.ш. и между 32°40′ и 35°55′ и.д. Крайните точки на страната са следните:
- крайна северна точка – 9°22′02″ ю. ш. 33°00′00″ и. д. / 9.367222° ю. ш. 33° и. д., на десния бряг на река Сонгве, на границата с Танзания.
- крайна южна точка – 17°07′46″ ю. ш. 35°05′51″ и. д. / 17.129444° ю. ш. 35.0975° и. д., на границата с Мозамбик.
- крайна западна точка – 13°37′15″ ю. ш. 32°40′21″ и. д. / 13.620833° ю. ш. 32.6725° и. д., на границата със Замбия.
- крайна източна точка – 14°53′43″ ю. ш. 35°55′07″ и. д. / 14.895278° ю. ш. 35.918611° и. д., югоизточно от езерото Чиута, на границата с Мозамбик.

## Геоложки строеж, релеф, полезни изкопаеми
Малави е разположена в източната периферия на Африканската платформа и релефът ѝ е изграден от докамбрийски кристалинни скали, разбити от млади разломи и приповдигнати във вид на хорстови масиви на запад (платото Ника, височина до 2670 m) и на югоизток – платото Шире, с изолирания планински масив Муланже с връх Сапитва (3002 m). Между тези масиви е разположена южната част на грабена на езерото Малави, надморската височина на който (грабена) е от 200 до 450 m. Минималната височина на Малави се намира в най-южната ѝ част, на брега на река Шире (36 m). В страната има находища на каменни въглища, желязна руда, боксити, монацитови пясъци.

## Климат, води
Климатът на Малави е тропичен, мусонен с дъждовен летен (от ноември-декември до март-април) и сух зимен сезон. Средната температура на най-топлия месец (ноември) се колебае от 20 – 23°С в най-високите райони до 27°С в ниските части, а на най-хладния месец (юли) съответно от 14 – 16°С до 19°С. Годишната сума на валежите варира от 750 – 1000 mm в низините, 1000 – 1500 mm по платата и 2000 – 2500 mm и повече в най-високите райони. Основата на речната и езерната мрежа на страната се образува от езерото Малави (29 604 km²) и изтичащата от него плавателна река Шире (402 km, ляв приток на Замбези). Максимумът на оттока на реката е през лятото. След изтичането си от езерото Малави тя протича през езерото Маломбе (450 km²). На югоизток, по границата с Мозамбик са разположени езерата Чилва (600 km²) и Чиута (130 km²).

## Почви, растителност, животински свят, национални паркове
В северните части на страната преобладават тропическите сезонно влажни гори, развити върху червени почви, а в останалите части на Малави – ксерофитни тропически гори, акациеви савани с баобаби и паркови савани с палми, всички те развити върху кафеникаво-червени латеризирани почви. По долините на реките виреят галерийни гори. В районите, разположени над 1500 m, са разположени планински степи.
Животинският свят на страната е характерен за саваните (африкански слон, бивол, носорог, различни антилопи, зебри, жираф, лъв, леопард, гепард, чакал, хиена и др.). Обилие от много големи животни са съхранени в блатистите райони около езерото Чилва. Езерото Малави е богато на риба (основно тилапия). Разпространена е мухата цеце.
за опазване и съхраняване на богата фауна на страната са създадени пет национални парка: „Връх Маклеър“, „Касунгу“, „Ленгве“, „Ливонде“ и „Нийка“.